# De minimis
De minimis — це латинський вираз, що означає «що стосується мінімальних речей» або «дрібниць», зазвичай у термінах de minimis non curat praetor («Претор не переймається дрібницями») або de minimis non curat lex («Закон не переймається дрібницями»), правова доктрина, згідно з якою суд відмовляється розглядати дріб'язкові справи. Королева Швеції Христина (р. 1633—1654) віддавала перевагу схожій латинській приказці: aquila non capit muscās (орел не ловить мух).

## Приклади застосування принципу de minimis

### Копірайт
Поява окремих фотографій у сценах фільму (наприклад, як прикрас для стіни кабінету) не є порушенням авторських прав фотографа, навіть якщо його ім'я не буде згадане в титрах. Американські суди відхиляють позови щодо модифікування контенту, який знаходиться в суспільному надбанні на підставі принципу de minimis. Аналогічним чином, суди відхиляють справи про порушення авторських прав на тій підставі, що використання порушником захищеної авторським правом роботи (наприклад, унаслідок семплювання) було настільки незначним, що визнається дрібницею.

### Господарська діяльність
У багатомільйонній угоді недоплата в розмірі 10 гривень не буде вважатися порушенням контракту.

### Оцінка ризику
При оцінці стосується ризику, який надто малий, щоб про нього турбуватися. Дехто ставиться до цього, як до «практично безпечного» рівня. Застосовуєтеся в аудиторській діяльності.

### Кримінологія
В українському законодавстві стосується максимально допустимої ваги зберігання наркотичних засобів. Для прикладу, невеликий розмір (тобто випадок, коли кримінальна відповідальність не настає) для канабісу — до 5 грамів.

### Європейський Союз
За нормативними актами Європейського Союзу незначною є державна допомога у розмірі до 200 000€, що може бути виділена будь-якому бізнесу протягом трирічного періоду.

### США
У США поріг імпорту De minimis встановлений на рівні $800, тобто імпортні товари вартістю $800 або менше можуть ввозитися в країну без сплати ввізного мита або податків і з мінімальним митним контролем. У 2016 році цей поріг було підвищено з $200 до $800, щоб сприяти торгівлі та зменшити адміністративний тягар на вантажі з низькою вартістю.
Зростання обсягів відправлень De minimis
З 2015 по 2024 кількість відправлень de minimis, що ввозяться до США, зросла з приблизно 140 мільйонів на рік до понад одного мільярда. Таке експоненціальне зростання значною мірою пов'язане з іноземними платформами електронної комерції, особливо тими, що базуються в Китаї, такими як Shein і Temu, які відправляють товари з низькою вартістю безпосередньо американським споживачам.
Широке використання цими компаніями звільнення de minimis дозволяє їм обходити ввізні мита, податки та суворі перевірки безпеки, що дає їм несправедливу конкурентну перевагу над американським бізнесом. Занепокоєння також викликає імпорт контрафактних товарів, продукції, що порушує права інтелектуальної власності, а також товарів, які можуть не відповідати американським стандартам охорони здоров'я та безпеки.
Зміни в політиці у 2024 році
У вересні 2024 року адміністрація Байдена-Харріс оголосила про нові заходи для боротьби зі зловживанням звільненням de minimis.
- Пропонуються зміни правових норм для виключення певних товарів: Адміністрація має намір випустити повідомлення про запропонований законопроєкт, який виключить з-під дії винятку de minimis всі вантажі, що містять товари, які підлягають обкладенню митом відповідно до розділів 201, 232 і 301 торгового законодавства США. Ця зміна вплине на такі товари, як сталь, алюміній, сонячні панелі, пральні машини та значну частину текстильної та швейної продукції з Китаю.
- Посилені вимоги до даних: Ще одне запропоноване правило спрямоване на посилення збору інформації про вантажі з низькою вартістю. Імпортери будуть зобов'язані надавати додаткові дані, зокрема 10-значний код Гармонізованої тарифної системи (ГТС) та ідентифікаційні дані особи, яка претендує на звільнення від сплати мита. Це покращить адресність та правозастосування з боку Митної та прикордонної служби США (CBP).
- Сертифікація відповідності вимогам безпеки: Комісія з безпеки споживчих товарів (CPSC) планує зобов'язати імпортерів подавати в електронному вигляді сертифікати відповідності на всі споживчі товари під час ввезення, включно з мінімальними партіями. Цей захід має на меті запобігти використанню іноземними компаніями звільнення від сплати податків для обходу американського законодавства у сфері охорони здоров'я та безпеки.

Адміністрація також закликала Конгрес ухвалити всеосяжне законодавство щодо реформи de minimis до кінця року. Запропоновані законодавчі дії включають
- Виключення чутливих до імпорту товарів: Виключення таких товарів, як текстиль та одяг, з переліку товарів, на які поширюються тарифи de minimis.
- Формалізація тарифних винятків: Законодавче виключення товарів, на які поширюються заходи торговельного захисту, з винятків de minimis для підтримки заходів торговельного захисту.
- Боротьба з нелегальним імпортом: Впровадження реформ, передбачених законопроєктом «Виявити та знищити фентаніл», для боротьби з імпортом незаконних наркотиків та контрафактних товарів.

Вплив на промисловість США
Ці зміни в політиці мають на меті вирівняти умови для американських робітників і підприємств, гарантуючи, що весь імпорт відповідає торговельним законам і правилам США незалежно від вартості. Американські виробники текстилю та одягу, зокрема, зіткнулися з недобросовісною конкуренцією з боку іноземних платформ електронної комерції, які користуються звільненням de minimis. Дії адміністрації спрямовані на підтримку вітчизняної промисловості та захист споживачів від небезпечної та контрафактної продукції.